# Pierson Fodé
Pierson Dane Fodé né le 6 novembre 1991 à Moses Lake est un acteur et mannequin américain.

## Vie privée
Il a été en couple avec Victoria Justice de décembre 2013 à novembre 2015.

## Filmographie
- 2014 : Indigenous (en) : Trevor

- 2015 : Naomi and Ely's No Kiss List : Ely

- 2017 : The Outcasts : Prom-goer

- 2017 : MDMA (en) : Alex

- 2018 : Kill Game : Ryan

- 2014-2015 : Jessie (série télévisée) : Brooks Wentworth
- 2015-2018 : Amour, Gloire et Beauté (The Bold and the Beautiful) : Thomas Forrester
- 2022 : The Man from Toronto de Patrick Hughes